# Tony Daniel
Antoniy Daniel "Tony".Es un escritor y artista estadounidense de cómics, conocido por su trabajo en varios libros para DC Comics, incluyendo Teen Titans, Flash: The Fastest Man Alive y The Batman.

## Carrera
Después de trabajar con Image Comics y Marvel Comics, obtuvo un trabajo en DC Comics en la sección de Teen Titans con el escritor Geoff Johns. Él terminó la saga de Flash: The Fastest Man Alive haciendo los números del # 11-13, junto a Marc Guggenheim que terminó con la Saga "muerte de Bart Allen"
Desde allí, Daniel empezó hacer su trabajo actual (hacer títulos y encabezados de The Batman) con el escritor Grant Morrison, comenzando su carrera con el número# 670. Este problema empezó el crossover de la resurrección de Ra's al Ghul. Él y Morrison colaboraron en la saga Batman R.I.P. durante ese tiempo. Después de la Gaga "Batman R.I.P" Daniel escribió e ilustró The Smookes Battle, la miniserie principal con secuelas de la historia.
Después de qué Judd Winick y Mark Bagleycuatro publicaran números de Batman, Tony Daniel tomó trabajo con seis funciones, la escritura y el arte. Daniel volvió a trabajar con Grant Morrison en cuestión, publicando los números del # 701-702.
Poco después, Daniel fue anunciado como el escritor y artista de la reactivada serie "Detective Comics", que se denominó serie insignia de DC. Además, fue anunciado como el escritor de la serie de "The Savge Hawk Man" de DC, que permanecería hasta el número ocho. Daniel permanecería en Detective Comics hasta la duodécima, que habría lanzó números anuales para la serie. Después de esto, Daniel se anunció en el concurso del artista para una temporada, donde presentó sus cómics de la Liga de la Justicia.

### Marvel Comics
- X-Force # 28, 30-36, 38-41, 43
- Gambito y los X-ternals  # 1-2
- Image Comics Shattered Image  # 1, 4
- Spawn  # 38, 40, 42, 44, 46, 48
- Spawn: también  # 1, 2, 3, 4
- Cuentos de Witchblade  # 9
- Witchblade  # 78, 79
- F5  # 1-4, vista previa, origen
- Silke  # 1-4
- Adrenalynn: arma de guerra  # 1-4
- La configuración del décima (libro)
- El décimo: abuso de la humanidad # 1-4
- El décimo  # 0
- El décimo # 1/2
- El décimo especial (recogida de 1/2 y cero)
- El décimo # 1-14
- El décimo: apagón TPB
- El décimo: abrazo negro  # 1-4
- El décimo: Dawn Darkk # 1
- El décimo: niño de males  # 1-4
- Tomb Raider  # 35, 36
- La humanidad  # 1-5

### DC Comics
- Batman #670-681 (cubierta de 675), Batman: batalla por la capucha # 1-3
- DC Universe # 0 (interior página 3 que preludia a Batman: R.I.P.)
- Flash: el hombre más rápido vivo  # 11-13
- Nightwing  # 138 (sólo portada)
- Teen Titans  # 26, 29-31, 34-37, 39-40, 43-44 (cubre # 26, 29-46 y 48)
- Titans and Outsiders: Secret Files y orígenes 2005 (historia de cubierta y Teen Titans Hunt)
- Detective Comics  Volumen 2 - anual # 1 # 0-12
- The Wildest Hawk-Man-# 1-8
- Justice League Volumen 2 = # 13-14

### Dark Horse Comics
- The Tenth: resucitado  # 1-4